# کری هریسون
کری هریسون (به انگلیسی: Kree Harrison) (زاده ۱۷ مهٔ ۱۹۹۰ )خواننده آمریکایی است.
او در فصل دوازهم امریکن آیدل دوم شد.